# Francourt
Francourt ist eine Gemeinde im französischen Département Haute-Saône in der Region Bourgogne-Franche-Comté.

## Geographie
Francourt liegt auf einer Höhe von 257 m über dem Meeresspiegel, elf Kilometer nordnordöstlich von Dampierre-sur-Salon und etwa 31 Kilometer westlich der Stadt Vesoul (Luftlinie). Das Straßenzeilendorf erstreckt sich im Westen des Départements, in der Plateaulandschaft nordwestlich des Saônetals, zwischen den Tälern von Bonde und Gourgeonne.
Die Fläche des 7,04 km² großen Gemeindegebiets umfasst einen Abschnitt im Bereich des Plateaus nördlich des Saônetals. Von Norden nach Süden wird das Gebiet von der Talniederung der Bonde durchquert, die für die Entwässerung über den Vannon zur Saône sorgt. Die Talaue liegt durchschnittlich auf 235 m und weist eine Breite von maximal 500 m auf. Flankiert wird das Tal auf beiden Seiten von einem Plateau, das eine durchschnittliche Höhe von 260 m erreicht. Diese Hochfläche besteht aus einer Wechsellagerung von kalkigen und sandig-mergeligen Sedimenten der mittleren und oberen Jurazeit. Auf dem Plateau herrscht landwirtschaftliche Nutzung vor, doch gibt es auch größere Waldflächen, insbesondere im Bereich der Gemeindegrenzen. Westlich des Bonde-Tals reicht der Gemeindeboden in den Bois d'Heurcourt (bis 275 m). Östlich des Tals erstreckt sich das Plateau von Francourt. Mit 283 m wird auf einer Anhöhe im Bois des Ages ganz im Norden die höchste Erhebung von Francourt erreicht.
Nachbargemeinden von Francourt sind La Roche-Morey und Villers-Vaudey im Norden, Renaucourt im Osten, Volon und Roche-et-Raucourt im Süden sowie Fouvent-Saint-Andoche im Westen.

## Geschichte
Francourt wird als Franconcourt erwähnt. Der Ortsname leitet sich vom germanischen Personennamen Franco und dem altfranzösischen Wort cortem (Hof) ab. Im Mittelalter gehörte das Dorf zur Freigrafschaft Burgund und darin zum Gebiet des Bailliage d’Amont. Die lokale Herrschaft hatten stets die Herren von Fouvent inne. Der Ort wurde 1569 von Truppen des Herzogs von Zweibrücken geplündert und gebrandschatzt. Zusammen mit der Franche-Comté gelangte Francourt mit dem Frieden von Nimwegen 1678 definitiv an Frankreich. Im April/Mai 1918 war bei Francourt die deutsch-französische Front. Nachweisbar (Soldatenbrief) ist dort am 2. Mai 1918 ein Munitionsdepot in die Luft geflogen. Heute ist Francourt Mitglied des 42 Ortschaften umfassenden Gemeindeverbandes Communauté de communes des Quatre Rivières.

## Sehenswürdigkeiten
Die einschiffige Dorfkirche von Francourt wurde 1761 erbaut und der Glockenturm 1858 bis 1859 hinzugefügt. Zur Ausstattung gehören eine Kanzel im Louis-XVI-Stil und eine Altartafel (18. Jahrhundert). 
Zu den weiteren Sehenswürdigkeiten zählen drei Kalvarienberge und die Grotte Notre-Dame de Lourdes von 1892. Aus dem 18. Jahrhundert stammt das Schloss mit zwei Türmchen.

## Bevölkerung
| Jahr                       | 1962 | 1968 | 1975 | 1982 | 1990 | 1999 | 2006 |
| Einwohner                  | 110  | 108  | 73   | 77   | 112  | 119  | 105  |
| Quellen: Cassini und INSEE |      |      |      |      |      |      |      |

Mit 101 Einwohnern (1. Januar 2022) gehört Francourt zu den kleinsten Gemeinden des Département Haute-Saône. Nachdem die Einwohnerzahl in der ersten Hälfte des 20. Jahrhunderts deutlich abgenommen hatte (1881 wurden noch 233 Personen gezählt), wurde seit Beginn der 1980er Jahre wieder ein leichtes Bevölkerungswachstum verzeichnet.

## Wirtschaft und Infrastruktur
Francourt ist noch heute ein vorwiegend durch die Landwirtschaft (Ackerbau, Obstbau und Viehzucht) geprägtes Dorf. Außerhalb des primären Sektors gibt es nur wenige Arbeitsplätze im Ort. Einige Erwerbstätige sind auch Wegpendler, die in den größeren Ortschaften der Umgebung ihrer Arbeit nachgehen.
Die Ortschaft liegt abseits der größeren Durchgangsachsen an einer Departementsstraße, die von Lavoncourt nach Pisseloup führt. Weitere Straßenverbindungen bestehen mit Raucourt, Volon, Fleurey-lès-Lavoncourt und Villers-Vaudey.